# Earthworm Jim 4
Earthworm Jim 4 est un futur jeu vidéo de la franchise Earthworm Jim. Il a été initialement annoncé par Interplay Entertainment en 2008. Des rappels ultérieurs au cours de la prochaine décennie de la part de développeurs individuels contesteraient son statut de développement, jusqu'en mai 2019, date à laquelle il a été annoncé que le jeu était en cours de développement pour la prochaine console Intellivision Amico.

## Développement

### Annonce
À la suite de l'annulation d'un titre prévu Earthworm Jim pour PSP à la mi-2007, les rumeurs d'un nouveau jeu Earthworm Jim vit le jour dès novembre 2007, quand Interplay, qui avait déjà arrêté le développement du jeu en raison de difficultés financières, a annoncé ils redémarraient le développement du jeu, listant Earthworm Jim comme une série qu'ils ressusciteraient,. Le jeu a été officiellement annoncé sous le nom de Earthworm Jim 4 peu de temps après, le 22 avril 2008,. Interplay a également annoncé que le créateur et comédien de doublage original de Earthworm Jim, Doug TenNapel, reviendrait en tant que « consultant créatif »,. Bien qu'aucun détail n'ait été divulgué quant à la console de jeu vidéo sur laquelle le jeu sortirait ou à une date de sortie potentielle, la société a annoncé son intention de sortir une nouvelle série télévisée d'animation, et éventuellement un long métrage, en lien avec le jeu.

### Développement précoce
Aucune autre nouvelle n'a été annoncée sur le jeu pendant plus de deux ans, jusqu'en avril 2010, lorsque des rumeurs ont circulé selon lesquelles TenNapel avait commencé à confirmer des détails sur le jeu, notamment qu'il travaillait activement sur le jeu et que ce serait sur Nintendo Wii. TenNapel a ensuite affirmé que toutes les rumeurs sont fausses ; il n'avait pas du tout travaillé sur un Earthworm Jim 4, et aucun travail n'avait été fait dessus en général. TenNapel a déclaré :
Interplay veut vraiment bien faire le jeu ! Cela fait maintenant deux ans que nous parlons du jeu. Ils veulent que je sois impliqué, mais les temps [...] sont durs en ce moment pour tout le monde. Ils doivent récolter beaucoup d'argent pour financer correctement le jeu... Au cours de nos premières discussions sur le jeu, nous avions provisoirement réfléchi à des idées pour la Wii. Ce n'est PAS une confirmation comme le gars l'a posté. Nous n'avons pas présenté l'idée à Nintendo... Comme pour tout ce qui se passe dans l'industrie du jeu vidéo, tout peut tourner à la va-vite et de nombreux faits peuvent changer à propos du jeu. Ce que ces fans ne comprennent pas, c'est à quel point les choses sont étranges au début du jeu. Il faudrait au moins deux ans pour sortir le jeu et c'est après que nous ayons confirmé le budget et la plate-forme. Le jeu pourrait tout aussi bien disparaître, être déplacé vers l'iPhone ou devenir un Jim Tetris qu'un jeu sur Wii. Les gens ne comprennent pas à quel point le game design est instable au départ.
TenNapel a également souligné l'importance de réunir les membres de l'équipe d'origine (tels que David Perry et Nick Bruty) et de pouvoir s'adapter aux valeurs de production et aux exigences plus élevées d'une nouvelle génération de consoles de jeux vidéo. Dans l'ensemble, il a déclaré que même si Interplay était toujours intéressé par le jeu, aucun développement, ni ses termes, n'avaient été achevés.
En mai 2011, Interplay a annoncé qu'ils connaissaient à nouveau des problèmes financiers, notamment une « dette substantielle » et des pertes d'exploitation continues, ce qui pourrait mettre en péril de nombreux futurs jeux. Malgré les commentaires de TenNapel un an auparavant, dans ces rapports, Interplay avait déclarer " Earthworm Jim 4, un projet toujours en développement mais à un état inconnu ",,,.

Lors de la conférence Develop en juillet 2012, le fondateur de Shiny Entertainment, David Perry, a déclaré qu'il était sûr qu'il y aurait un autre jeu Earthworm Jim. Il a affirmé que le problème était « quand », et non « si », car, tandis que les membres de l'équipe de développement discutent activement du projet, ils sont tous occupés par leurs projets et sociétés distincts. Une prémisse possible qu'il a souligné était la suivante :
La chose dont nous avions parlé dans le passé, c'est que Jim était à la retraite... Donc, il est resté à la maison à regarder des films et à manger du pop-corn. Il est en surpoids maintenant. Le but était de commencer par le faire descendre littéralement du canapé, et c'est un désastre parce qu'il n'a rien fait depuis. Mais il doit se remettre en action.
Alors que les détails concernant à quel point Jim aurait perdu la forme affectant la conception du jeu sont toujours en suspens, Perry a déclaré être à peu près certain que le jeu serait joué en 2D. En octobre 2015, l'artiste principal original d'Earthworm Jim, Nick Bruty, a organisé une Reddit AMA, où il a abordé les problèmes dans lesquels le quatrième titre est tombé, déclarant :
Un nouveau jeu EWJ avec l'équipe d'origine a presque eu lieu il y a environ 5 ans, mais un accord avec les propriétaires d'IP n'a pas pu être conclu. Je pense que tout le monde serait partant un jour. On dirait une affaire inachevée mais difficile d'aligner tout le monde. Je ne le ferais pas sans les acteurs clés.

### Sortie d'Intellivision Amico
En mai 2019, un nouveau jeu vidéo Earthworm Jim a été annoncé par le président d'Intellivision Entertainment et le compositeur de Earthworm Jim 1 et Earthworm Jim 2, Tommy Tallarico. Le jeu sera exclusif à la future console de jeux vidéo d'Intellivision Amico. Les membres de l'équipe de développement d'origine impliquée dans le projet comprennent Doug TenNapel (créateur et acteur vocal), Tommy Tallarico (compositeur et concepteur sonore), David Perry (programmeur), Nick Bruty (artiste principal), Nicholas Jones (programmeur), Tom Tanaka (level designer), Steve Crow (background artist), Edward Schofield (animateur) et Mike Dietz (animateur). Lorsqu'on leur a demandé des détails après le point de vue controversé de TenNapel contre le mouvement Black Lives Matter, lui et Tallarico ont précisé que TenNapel n'était impliqué qu'en tant que consultant non officiel.
L'équipe de développement a organisé une diffusion en direct des plans initiaux des membres pour le jeu le 4 mai 2019. Les détails annoncés comprenaient que le jeu sera joué du point de vue 2D, conformément aux deux jeux originaux de la série, mais, contrairement à eux, contiendra un gameplay multijoueur local. Le jeu ne sera pas un reboot des jeux précédents et peut contenir à la fois des éléments de préquelle et de séquelle. Le titre définitif du jeu reste également en discussion.
Le jeu devait initialement sortir en octobre 2020, mais a été retardée en raison de la pandémie de COVID-19 jusqu'en avril 2021 et plus tard le 10 octobre 2021,. En août 2020, parallèlement à l'annonce du retard, la première bande-annonce de gameplay du jeu a été publiée.
Depuis cette année, le sort du jeu est lié au fait qu'Intellivision, sous la direction de Tallarico, n'a jamais eu la licence de la franchise, selon l'un des membres de l'équipe originale de Shiny.